# Маурицит
Маурици́т (рос. маурицит; англ. mauritzite; нім. Mauritzit m) — мінерал, подвійний гідроксид магнію і заліза, заліза й алюмінію.

## Загальний опис
Хімічна формула: (Mg, Fe)(OH)2(Fe, Al)(OH)3.
Склад у % (Токайські гори, Угорщина): MgO — 9,83; Fe2O3 — 19,90; FeO — 6,29; Al2O3 — 6,29; H2O- — 12,90; H2O+ — 4,99; SiO2 — 38,62. Домішки: MnO (0,12); CaO (1,42); CO2 (0,18).
Сингонія моноклінна.
Колір синьо-чорний.
Знайдений у горах Земплен (Угорщина).
Названий за прізвищем угорського професора Б. Мауритца (B. Mauritz), L. Tokody, T. Mandy, S. Nemes-Varga, 1957.